# دیوید لوسلی
دیوید لوسلی (انگلیسی: David Loosli؛ زادهٔ ۸ مهٔ ۱۹۸۰) دوچرخه‌سوار اهل سوئیس است.